# Ocho Naciones de Siracusa
El Ocho Naciones de Siracusa (En italiano Otto Nazioni di Siracusa) es una competición de waterpolo para selecciones celebrada en Siracusa, Italia.

## Palmarés
| Año  | Primero    | Segundo  | Tercero | Cuarto         |
| ---- | ---------- | -------- | ------- | -------------- |
| 2012 | Montenegro | Hungría  | Italia  | Serbia         |
| 2010 | Italia     | Alemania | Hungría | Estados Unidos |